# باول ميريل
باول ولارد ميريل (بالإنجليزية: Paul W. Merrill)‏ هو عالم فلك أمريكي، ولد في 15 أغسطس 1887 في منيابولس في الولايات المتحدة، وتوفي في 19 يوليو 1961.

## وصلات خارجية
- باول دبليو. ميريل على موقع إن إن دي بي (الإنجليزية)